# Ängshalmspindel
Ängshalmspindel (Tibellus oblongus) är en spindelart som först beskrevs av Charles Athanase Walckenaer 1802.  Ängshalmspindel ingår i släktet Tibellus och familjen snabblöparspindlar. Arten är reproducerande i Sverige. Utöver nominatformen finns också underarten T. o. maculatus.

## Bildgalleri

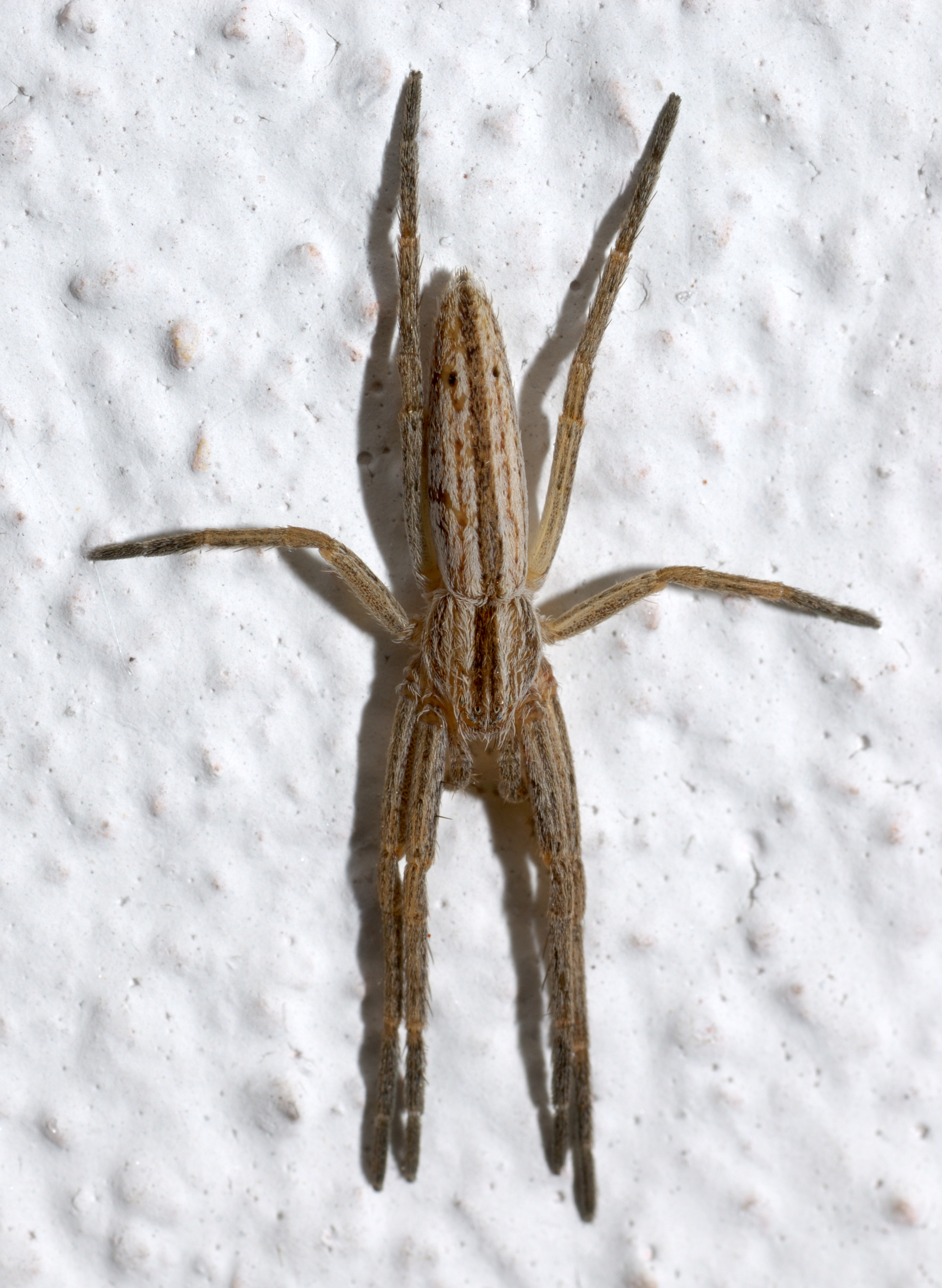
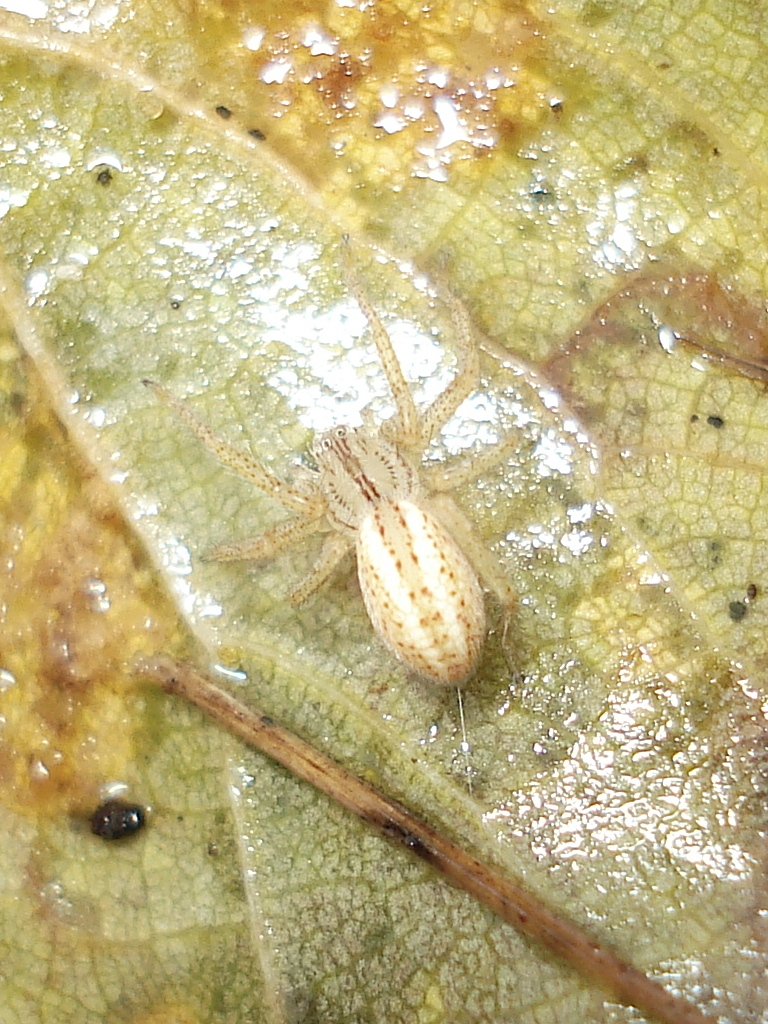
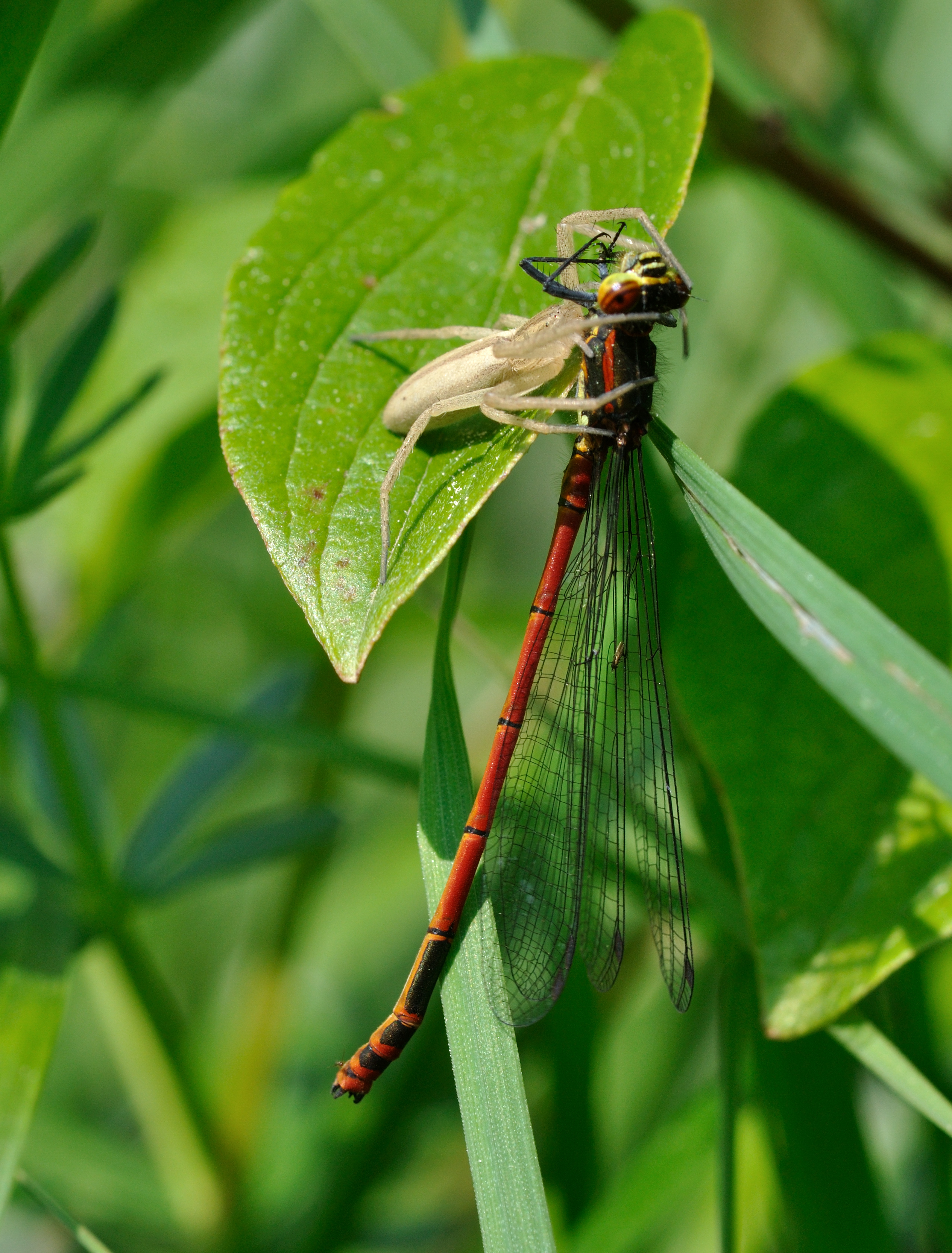